# Михайловская церковь (Умань)
Свято-Михайловская церковь (укр. Свято-Михайлівська церква) — одна из храмов УПЦ МП в городе Умань Черкасской области Украины. Находится в микрорайоне «БабКП».

## История
Церковь Святого архангела Михаила в Умани — очень старая. Ее почитают за древний возраст, называя «намоленным местом».
В 1961 году советская власть церковь закрыла, сбросила деревянный купол с позолоченным крестом. В конце 1990-х годов местные умельцы придали церкви вид, подобный тому, что был на момент ее закрытия.